# Yiddle on My Fiddle
Yiddle on My Fiddle è un cortometraggio muto del 1912 diretto da W.P. Kellino.

## Trama
Il nipote di una ricca signora si spaccia per violinista. Inganna la zia facendole sentire una sua esecuzione: in realtà, ha nascosto il vero musicista mentre lui finge di suonare e mima i movimenti.

## Produzione
Il film fu prodotto dalla Folly Films.

## Distribuzione
Distribuito dalla Cosmopolitan Films, il film - un cortometraggio di 119 metri - uscì nelle sale cinematografiche britanniche nel dicembre 1912.